# 彭阳春
彭阳春是甘肅庆阳出产的一系列浓香型白酒。源于1963年成立的彭阳春酒厂，现产品包括“彭阳春”、“陇东”、“铁人”、“黄河古象”四大系列。1990年代末之前为甘肃白酒四大春之一。

## 相關事件
1997年，河西关村阎某利用低档酒冒充彭阳春系列酒，非法获利5000多元，被移送司法机关。